# Euprosopia conferta
Euprosopia conferta är en tvåvingeart som beskrevs av Mcalpine 1973. Euprosopia conferta ingår i släktet Euprosopia och familjen bredmunsflugor. Inga underarter finns listade i Catalogue of Life.